# 369
Évszázadok: 3. század – 4. század – 5. század
Évtizedek: 310-es évek – 320-as évek – 330-as évek – 340-es évek – 350-es évek – 360-as évek – 370-es évek – 380-as évek – 390-es évek – 400-as évek – 410-es évek
Évek: 364 – 365 – 366 – 367 –  368 – 369 – 370 – 371 – 372 – 373 – 374

## Események

### Római Birodalom
- Valentinianus Galatest és Flavius Victort választják consulnak.
- Valens császár átkel a Dunán és legyőzi a gótokat. Athanarik király békét kér.
- Athanarik riválisa, Fritigern római segítséggel átveszi a hatalmat a vizigótok felett. A segítségért cserébe megkeresztelkedik.
- Flavius Theodosius teljesen kiszorítja a fosztogató barbárokat Britanniából és leveri a pannóniai származású Valentinus lázadását.
- Valentinianus császár megerősíti a rajnai limest és a folyó túloldalán, alemann területen is erődöt építtet. A germánok tiltakoznak, de amikor ez hatástalan, megtámadják és elpusztítják a félkész erődöt.
- II. Sápur szászánida király, miután csellel elfogatta és bebörtönöztette II. Arszakész örmény királyt, hadjáratot indít az ország elfoglalására. A király felesége, Pharantzem fiával, Papasszal együtt Artogerassa várába menekül, amelyet a perzsák ostrom alá vesznek. Papasznak sikerül kiszöknie a várból és segítséget kér Valens római császártól.

### Kína
- A Csin-dinasztia hadvezére, Huan Ven hadjáratot indít a hszienpej vezetésű Korai Jen állam ellen. Sikerül megközelítenie az ellenséges fővárost is, mire a hszienpej hadvezér, Murong Csuj visszaveri a támadását. Jen császárának udvaroncai túl veszélyesnek ítélik a sikeres Murong Csujt és lázadással vádolják, így ő kénytelen a rivális Korai Csin államba menekülni, ahol szívesen látják.
- Korai Csin császára, Fu Csien követeli Korai Jentől Luojang provincia átadását, amelyet azért ígértek meg neki, hogy segítsen Huan Ven ellen. Amikor ezt megtagadják, 60 ezres sereggel bevonul Luojangba.

## Fordítás
- Ez a szócikk részben vagy egészben  a(z)   369 című angol Wikipédia-szócikk ezen változatának fordításán alapul.  Az eredeti cikk szerkesztőit annak laptörténete sorolja fel. Ez a jelzés csupán a megfogalmazás eredetét és a szerzői jogokat jelzi, nem szolgál a cikkben szereplő információk forrásmegjelöléseként.